# Arne Nyberg
Arne Nyberg (født 20. juni 1913, død 12. august 1970) var en svensk fodboldspiller (angriber).
Nyberg spillede på klubplan tyve år for IFK Göteborg. Han vandt to svenske mesterskaber med klubben, i henholdsvis 1935 og 1942.
Nyberg spillede desuden 31 kampe og scorede 18 mål for Sveriges landshold. Han repræsenterede sit land ved VM 1938 i Frankrig.

## Titler
Allsvenskan
- 1935 og 1942 med IFK Göteborg